# چوی یو جین
چوی یو جین (کره‌ای: 최여진؛ زادهٔ ۲۷ ژوئیهٔ ۱۹۸۳) یک هنرپیشه، بازیگر سینما، و مدل (شخص) اهل کره جنوبی است.

## فیلم‌شناسی
| سال  | عنوان               | نقش         | یادداشت |
| ---- | ------------------- | ----------- | ------- |
| ۲۰۰۴ | متاسفم، دوستت دارم  | مون جی یونگ |         |
| ۲۰۰۵ | وکیلان              | دبورا هونگ  |         |
| ۲۰۱۱ | به عشق نیاز دارم    | پارک سو یون |         |
| ۲۰۱۴ | زوج اورژانسی        | شیم جی هی   |         |
| ۲۰۱۸ | دوست داشتنی وحشتناک | کی اون یونگ |         |
| ۲۰۲۰ | عشق من هولو         | گو سونگ هی  |         |